# Musée de l'Anchois et du Sel
 (avril 2022).
Si vous disposez d'ouvrages ou d'articles de référence ou si vous connaissez des sites web de qualité traitant du thème abordé ici, merci de compléter l'article en donnant les références utiles à sa vérifiabilité et en les liant à la section « Notes et références ».
 (avril 2022).
Causes possibles :
- Rédaction non-neutre car ne respectant pas la synthèse équilibrée attendue.
- Plan structurant la page comme une brochure promotionnelle ou une plaquette institutionnelle.
- Nombreuses informations sans réelle pertinence encyclopédique et pourtant montées en épingle. Ceci peut notamment se faire en recourant à des sources primaires ou non centrées, ou encore à un « cherry picking » des sources ; dans certains cas, cette utilisation des sources peut même donner lieu à une « synthèse inédite ».

Rappel : la pertinence des informations est à démontrer par des sources secondaires indépendantes et de qualité traitant le sujet.
 (novembre 2016).
Le Musée de l'Anchois et du Sel est un musée de la commune l'Escala (Catalogne) situé dans un bâtiment de l'Art nouveau de 1913.

## Le musée
Le Musée de l'Anchois et du Sel a ouvert en 2006 en tant qu'institution destinée à la sauvegarde, la conservation et la diffusion du patrimoine culturel matériel et immatériel de L’Escala, et tout particulièrement la tradition importante de salaison du village. Grâce au projet "Le Fil de la Mémoire", les efforts sont concentrés pour préserver et diffuser l'histoire orale de la Escala. La revue Fouilles d'Histoire Locale publie régulièrement des catalogues d'expositions et des enregistrements d'adultes.
Le musée organise également le Festival du Sel depuis 1997, IIIe Centenaire de l'Alfolí du Sel. Cet événement est le plus important en matière de diffusion du patrimoine immatériel de L’Escala avec la participation de la communauté et la présence de nombreux visiteurs en raison de son authenticité. Chaque troisième samedi de septembre, dans le cadre naturel de la plage de l'ancien port, le peuple de L’Escala rend hommage aux anciens pêcheurs et saleurs, avec une exposition marine, des chansons et des danses traditionnelles comme la Farandole et la Balle de Dragon.

## Parcours

### Le sel
La visite du musée commence par une introduction vidéo sur le procédé de pêche et la préparation ultérieure de la salaison de l'anchois et de la sardine, avec des images en mouvement de films du début du XXe siècle et sur le festival du Sel, sur une musique du compositeur Josep Tero. Dans la première salle du musée, les procédés d'extraction et de commercialisation du sel ainsi que son acheminement des marais salants d'Ibiza ou de Torrevieja jusqu'à l'ancien port de L’Escala au moyen de grands caboteurs, sont expliqués. Ce sel était déchargé dans le bâtiment de l'Alfoli, l'entrepôt royal du sel, pour être distribué aux villages intérieurs. L'Alfoli, en cours de restauration, a été propice à la croissance démographique et urbaine au XVIIIe siècle.

### La pêche avec un sardinal
À la fin du XVIe siècle, il est fait état à L’Escala de l'introduction d'un nouveau matériel de pêche qui facilita les prises de sardines et d'anchois. Les txalupas, grées avec la voile latine, partaient pêcher deux fois par jour et pratiquaient ce qui se connaissait comme pêche en dérive. L’Escala était le village de la province de Gérone possédant le plus de bateaux dédiés à cet art, avec plus de cent sardiniers échoués sur le sable de l'ancien port. Les anciens filets de sardiniers, cordes de dos, compas, bouées de verre, parmi d'autres éléments expliquent ce procédé.

### La pêche au chalut
À partir de 1920,un nouveau système de pêche de poisson gras provenant de la mer Cantabrique, et connu sous le nom de traiña ou trainera, a commencé à être adopté. En Catalogne, on parle de teranyina (toile d'araignée) par similitude. À partir de 1923, des moteurs ont commencé à être incorporés aux bateaux les plus grands. Cet ajout a fait disparaître progressivement la dépendance de la force du vent pour les voiles et de celle des bras pour les rames.
Le nouveau système se composait d'un filet de 200 à 500 mètres de long et d'environ quarante de large qui capturait le poisson par encerclement. deux bateaux étaient nécessaires : un grand, ou sardinier, à bord duquel se trouvaient cinq à dix marins, et un plus petit, bateau éclaireur, dirigé par un seul homme : l'éclaireur. Les deux bateaux partaient ensemble et lorsqu'ils arrivaient à l'endroit où ils pouvaient attraper un banc de sardines ou d'anchois, attirées par les lumières du bateau, une extrémité du filet était accrochée à la petite embarcation pendant que la grande faisait le tour pour détacher le filet et encercler les poissons. Puis, le filet était fermé par le dessous et il restait un grand sac avec le poisson à l'intérieur. Puis, le poisson était monté à la surface où il était capturé au moyen de salabres. Enfin, le poisson était déposé dans des caisses et recouvert de glace. De cette façon, une fois au port, il n'y avait qu'à déballer les caisses. Il existe actuellement six sardiniers à L’Escala et, si hier, les poissons étaient abondants et les difficultés technologiques courantes, les pêcheurs ont complètement investi dans les technologies, ils sont désormais confrontés à de nouveaux défis et à un avenir incertain en raison du manque de poissons.

### La vente aux enchères du poisson
Une fois arrivé sur la plage, le poisson était vendu aux enchères. À la vente, les saleurs et les autres acheteurs affluaient. La rengaine des nombres des prix annoncés par ordre décroissant commençait avec : 25, 24, 23... jusqu'à ce que le premier "Moi!" surgisse, ce qui signifiait qu'un acheteur était intéressé. Une fois vendu, le poisson était emmené dans les saloirs pour être conservé dans le sel, puis était acheminé vers d'autres marchés comme celui de Barcelone.
Au moment des sardiniers, le poisson se comptait quatre par quatre, et entreposés dans des corbeilles. Chaque corbeille était un compte. Les poissonniers remplissaient aussi les corbeilles et vendaient les poissons sur la petite place du Poisson. À l'époque des sardiniers, les caisses étaient déposées sur le sol et la vente aux enchères s'effectuait là. Aujourd'hui, cela se passe sur le marché aux poissons du port de la Clota, où le processus d'enchères a été informatisé.

### La salaison des anchois et des sardines
Depuis l'existence du port de L’Escala, il y a de la documentation sur la salaison du poisson. Les premiers saloirs ou usines de salage ont été construits autour de la plage et du port d'en Perris. Lorsque les bateaux de pêche arrivaient, la plage bouillonnait d'activité. Les saleurs achetaient les anchois et les sardines dont ils avaient besoin et les pêcheurs les transportaient jusqu'aux saloirs où l'activité continuait toute la nuit pour qu'ils soient commercialisée sur les meilleurs marchés, le lendemain. En 1847, dans le registre des matricules industriels, l'Escale avait dix industries dédiées à cette activité qui apparaissait sous le nom de Promoteurs de Pêche et de Salaison. Les Saleurs de L’Escala ont fondé des industries dans le Pays basque (Bermeo). Ils se sont également établis à Llançà, Roses, Palamós, Tossa et Sant Feliu de Guíxols. Autrefois, le poisson était très exporté en Italie, en particulier à Gênes, où se trouvait le principal marché de l'anchois.
La salaison des anchois se poursuit encore aujourd'hui avec sept industries, situées en dehors de la ville, à l'entrée sud et Clos del Llop, employant plus de deux cents personnes, principalement des femmes, tout au long de l'année. Le système de salaison est le même que dans l'Antiquité, sans additifs ni conservateurs, mais adapté aux nouvelles normes sanitaires.

## Objets remarquables
- Brûle-parfum de sel. Morceau de céramique utilisé lors du Festival du Sel, pour le groupe de danse invité puisse verser du sel de son pays ou de sa région à l'intérieur. Lors des diverses éditions, des groupes d'Ibiza, de Grèce, de Hongrie, d'Algérie, d'Andorre, de France ont été présents... La fête remet à l'honneur des danses ancestrales de L’Escala comme la danse antique originaire de L’Escala comme le Bal du Dragon ou la Farandola, mais aussi la danse du Nyacres originaire du golf de Rosas.
- Goupillon d'argent. Instrument d'argent offert par la paroisse de Saint-Pierre de L’Escala qui était utilisé pour effectuer la bénédiction de sel dans toutes les maisons du village. La cérémonie du Salpàs avait lieu le lundi de Pâques, où le prêtre, suivi par les enfants de chœur, bénissait avec de l'eau et du sel les entrées de toutes les maisons pour éloigner les maladies et les mauvais esprits.
- Bateau en bois appareillé comme une chaloupe à sardines. Bateau en bois construit par lavi Vadoret des chantiers navals Sala de L’Escala du début du XXe siècle, avec la voile triangulaire ou latine. Dans les sardiniers, deux ou trois hommes pêchaient et capturaient les bancs de poissons qui se heurtaient sur les filets en suivant la direction du soleil. Une fois dans le filet, le poisson et les filets étaient remontés et, une fois au port, il fallait les démailler, extraire les poissons pêchés un à un pour pouvoir les vendre aux enchères.
- Le Menut Patot. Le photographe Josep Esquirol i Pérez (1874-1931) a immortalisé la vie quotidienne de L’Escala à la fin du XIXe et au début du XXe siècle. Une des séries les plus connues est Caps d’Estudi, portraits d'anciens pêcheurs qui étaient assis sur le banc de Si no fos, comme le Menut Patot, habillés de vêtements d'eau et fumant la pipe, qui est devenue l'image de pêcheur du début du XXe siècle. Près de trois mille négatifs de Josep Esquirol sur plaques de verre sont conservées aux archives.
- Chaudron de métal. Jusqu'à l'introduction des fibres synthétiques, les filets de coton étaient teints. Ils étaient teints lors des nuits de pleine lune, lorsque les pêcheurs ne pouvaient pas aller à la pêche parce que la lumière repoussait les poissons. De l'eau de pluie était bouillie avec des écorces de pin dans les marmites, les filets étaient insérés dans le jus obtenu puis séchés sur des étendoirs. La lignine d'écorce de pin les rendait plus résistants et imperméables, tout en les colorant avec le brun foncé caractéristique.
- Aiguilles en bois. Les filets devaient également être étendus chaque fois qu'ils revenaient de mer pour être séchés et pouvoir réparer les trous faits par les dauphins ou les roches des fonds marins. Ce travail était le plus souvent effectué par des femmes : les Remendadores. Pour cela, elles utilisaient des aiguilles pour filets. Pour rendre les mailles des filets plus serrées ou plus larges, selon le type de poisson à attraper, elles utilisaient des morceaux de bois de différentes tailles.
- Panière. Panière profonde faite avec une structure en branches de tamaris ou d'olivier, avec maille en osier ou en autres matériaux, que les femmes portaient sur la tête ou au-dessus de la taille, avec les balances, pour aller vendre le poisson aussi bien dans les fermes traditionnelles catalanes que dans les villages alentour ou sur les marchés voisins comme ceux de Figueras, de Gérone et de Bisbal.
- Enchère du poisson. Influencé par les travaux antérieurs de Josep Esquirol, qu'il considérait comme un maître, Joan Lassús (1901-1996) a également contribué à la documentation de nombreux coins de L’Escala, qu'il a mis en évidence par ses photographies de paysages. Il a pris en photo les chaluts au port, la vie quotidienne et les changements urbains. L'archive se compose de plus de 15 000 négatifs de Joan Lassús, qui contribuent à la documentation de l'histoire de L’Escala, de la guerre civile jusqu'à sa mort en passant par le début du tourisme.
- Pétrin ou la table en bois. Table en bois avec bord sur tout le périmètre et un angle avec pente pour égoutter le jus de poisson et de bouillon, sur laquelle les différentes étapes de salaison des poissons gras ont été réalisées comme enlever les ouïes des anchois, faire des conserves d'anchois ou faire des salaisons de sardines dans des barils en bois.. Ils étaient construits en bois et étaient nettoyés avec de la soude. Avec le temps, ils ont été recouverts d'un revêtement en plastique pour faciliter leur nettoyage, jusqu'à maintenant, où ils sont en acier inoxydable.
- Étiquette imprimée pour les bocaux d'anchois. Il y avait beaucoup de petites usines de salaison à L’Escala, certaines avec une étiquette et d'autres sans. L'usine de salaison de Joan Callol et Callol, Ratxalet, était située sur l'ancien port. La marque en question, en catalan, date d'avant la guerre civile, sur laquelle on pouvait lire Anchois marinés et avec un dessin représentant la sortie des sardiniers de l'ancien port de L’Escala, où on peut encore voir le bâtiment des Sauveteurs qui a été démoli en 1934.